# مصطفى بن يلس
مصطفى بن أحمد بن يلس التلمساني (1318 هـ - 1383 هـ / 1900 - 1963م)، ولد في مدينة تلمسان وتوفي في الجزائر (العاصمة). عاش في الجزائر.
تلقى تعليمه الأولى في المدرسة الإسلامية بمدينة تلمسان (أقصى الغرب الجزائري)، ثم انتقل إلى الجزائر العاصمة رغبة منه في استكمال دراسته؛ فالتحق بالمدرسة الثعالبية الرسمية التي كانت تستقطب النخب المتعلمة المحظوظة اجتماعيًا واقتصاديًا فأكمل تعليمه النظامي الذي كانت تتيحه أمثال هذه المدارس. عمل مدرسًا من قبل الإدارة الفرنسية في مدينة سيدي بلعباس، ثم انتقل إلى الجزائر العاصمة ليحظى بمنصب مدرس امتياز. ظل يشغله في الجامع الكبير حتى توفي.

## الإنتاج الشعري
- نشرت له مجلة «هنا الجزائر» عددًا من القصائد منها: قصيدة: «صرخة إلى الشعب»، وله قصيدة بعنوان: «في بحيرة كومو» - مجلة هنا الجزائر - عدد 69 عام 1958.
يدور ما أتيح من شعره حول الحث على النهوض واللحاق بركب التقدم العلمي. يشكو ضعف الأمة، وهوانها في العالمين، وله شعر في وصف الطبيعة. يميل إلى التأمل، واستحضار الصورة. اتسمت لغته بالمرونة، وخياله بالفاعلية والنشاط. التزم الوزن والقافية فيما أتيح له من الشعر.
.
عناوين القصائد:
في بحيرة كومو
صرخة إلى الشعب